# 대한민국 민법 제674조의8
대한민국 민법 제674조의8는 담보책임의 존속기간에 대한 민법 채권법 조문이다. 2015년 2월 3일에 신설되었으며 2016년 2월 4일에 시행되었다. 

## 조문
제674조의8(담보책임의 존속기간) 제674조의6과 제674조의7에 따른 권리는 여행 기간 중에도 행사할 수 있으며, 계약에서 정한 여행 종료일부터 6개월 내에 행사하여야 한다.

## 참고 문헌
- 오현수, 일본민법, 진원사, 2014. ISBN 9788963463452
- 오세경, 대법전, 법전출판사 , 2014 ISBN 9788926210277
- 이준현 , LOGOS 민법 조문판례집, 미래가치, 2015. ISBN 9791155020869

## 같이 보기
- 여행
- 여행계약